# Карбоњано
Карбоњано (итал. Carbognano) је насеље у Италији у округу Витербо, региону Лацио.
Према процени из 2011. у насељу је живело 1932 становника. Насеље се налази на надморској висини од 396 м.

## Становништво
Према резултатима пописа становништва 2011. у општини је живело 2.042 становника.
| 1936. | 1951. | 1961. | 1971. | 1981. | 1991. | 2001. | 2011. |
| ----- | ----- | ----- | ----- | ----- | ----- | ----- | ----- |
| 2.220 | 2.280 | 2.147 | 2.006 | 1.910 | 2.012 | 1.918 | 2.042 |